# François Jullien
François Jullien, nacido el 2 de junio de 1951 en Embrun (Altos Alpes), es un filósofo y sinólogo francés.

## Biografía
François Jullien se formó en la Escuela Normal Superior de París y estudió la lengua y el pensamiento chino en las universidades de Pekín y Shanghái. Es doctor en estudios del Lejano Oriente.
Jullien fue presidente entre los años 1988 y 1990 de la Asociación francesa de estudios chinos, director del Departamento de estudios asiáticos de la Universidad de París VII (1990-2000) y presidente del Colegio Internacional de Filosofía (1995-1998).
Actualmente es profesor en la Universidad de París VII Denis Diderot y director del Instituto del pensamiento contemporáneo y el Centro Marcel Granet y miembro sénior del Instituto Universitario de Francia.
Jullien dirige L'Agenda de la pensée contemporaine de la editorial Flammarion, además de ser consultor de empresas occidentales interesadas en establecerse en China.

## Obra
La originalidad del proyecto de François Jullien es que China se convierte, en su obra, en un rodeo para volver a la filosofía. Su intención es salir del pensamiento occidental para poder mejor interrogarlo de manera radical, es decir, llegar hasta la raíz: sus presupuestos, sus pilares, a veces impensados.
La obra de François Jullien toma como punto de partida la separación entre el pensamiento europeo y el pensamiento chino así como el diálogo entre las dos culturas, en ámbitos como la moral en (Dialogue sur la morale), las lógicas de los sentidos (Le Détour et l'accès), el arte (Éloge de la fadeur, Le Nu impossible), la estrategia (Traité de l'efficacité), la creación poética, las relaciones entre maestros y discípulos. El proyecto de Jullien no es solo el de restituir el contenido doctrinal de los tratados de la China clásica sino el de comprender el procedimiento intelectual específico que los anima.

### Fundar la moral
Fundar la moral plantea un interesante paralelismo entre la legitimación de la moral de un clásico chino, Mencio, y la de dos filósofos ilustrados, Rousseau y Kant. La línea de Mencio va, desde la reacción humana de vivir como insoportable el dolor ajeno hasta la virtud de la humanidad ( ren). Desde lo condicionado hasta lo incondicionado, desde lo relativo hasta lo absoluto que lo que hace es actualizar nuestro potencial moral, es decir, nuestra humanidad. Este perfeccionamiento interior es el que conduce a la auténtica felicidad, es lo que nos diferencia de los animales, es lo que nos hace humanos.

### Tratado de la eficacia
El Tratado de la eficacia es un largo análisis de las nociones de estrategia, eficacia en la política y en la guerra en los antiguos tratados chinos Lao Zi y I Ching; estableciendo comparaciones que marcan diferencias radicales con el modo griego de pensar que heredamos hasta el día de hoy.
Según Jullien, el pensamiento chino no divide el mundo entre el ser y el deber ser, como hace el pensamiento occidental, conforme al modelo platónico. No parten de un Modelo o Plan, sino del mismo curso de lo real. Lo real no es materia informe o caótica que espera nuestra organización: ya está organizado. Tiene propensiones, inclinaciones y pendientes que se pueden detectar y aprovechar. Es lo que Jullien llama “factores facilitadores” o “potenciales de situación”. El trabajo del buen estratega no es modelizar y proyectar primero, para aplicar después, sino más bien escuchar, evaluar, acompañar y desarrollar los potenciales de situación.

### Las transformaciones silenciosas
En Las transformaciones silenciosas, François Jullien estudia la noción de la transformación silenciosa. Reivindica, con la sabiduría china, la captación de la vida como un proceso que madura dando unas consecuencias. El cambio no es lo que se manifiesta cuando hay una ruptura aparente sino que es la consecuencia de una transformación silenciosa a partir de un giro sutil, casi imperceptible de la que es resultado. Lo que hay es una emergencia visible de un largo proceso invisible. La misma relación causa/efecto se diluye en este planteamiento, ya que es a todo al proceso al que hay que referirse para entender lo que pasa.